# Manuel Carvajal Valencia
Hernando Carvajal Borrero (Popayán, 29 de enero de 1851-Cali, 16 de marzo de 1912) fue un empresario, hacendado, militar, político y periodista colombiano, miembro del Partido Conservador Colombiano.
Políticamente, Carvajal tuvo una trayectoria muy activa, siendo concejal de Cali y presidente del Concejo (1889-1892); diputado a la Asamblea del Valle del Cauca; senador por Cauca; participó en las guerras civiles de 1876 y 1885; secretario de Hacienda de Cauca; administrador del Ferrocarril del Pacífico (1897-99); director de Educación Pública del Valle del Cauca; general y jefe del Estado Mayor de las divisiones IV y VI en la Guerra de los Mil Días.
Carvajal fue periodista colaborador en los diarios El Cauca, Los Principios, La Opinión y La Patria, y fundador del diario local El Día, secretario de educación de Cali, rector del colegio Santa Librada, miembro de la Academia de Historia de Valle del Cauca, y cofundador junto a dos de sus hijos de la empresa Carvajal S.A., principal fuente de ingresos de la fortuna de su familia. Su descendencia es una de las familias más tradicionales de la ciudad de Cali en la actualidad.